# Stenoporpia
Stenoporpia is een geslacht van vlinders van de familie spanners (Geometridae), uit de onderfamilie Ennominae.

## Soorten
- S. anastomosaria Grossbeck, 1908
- S. anellula Barnes & McDunnough, 1916
- S. asymmetra Rindge, 1959
- S. badia Rindge, 1968
- S. blanchardi Rindge, 1968
- S. bulbosa Rindge, 1968
- S. cuneata Rindge, 1968
- S. dionaria Barnes & McDunnough, 1918
- S. dissonaria Hulst, 1896
- S. excelsaria (Strecker, 1899)
- S. glaucomarginaria McDunnough, 1945
- S. graciella McDunnough, 1940
- S. insipidaria McDunnough, 1945
- S. larga Rindge, 1968
- S. lea Rindge, 1968
- S. margueritae Rindge, 1968
- S. mcdunnoughi Sperry, 1938
- S. mediatra Rindge, 1958
- S. noctiluca Druce, 1892
- S. polygrammaria Packard, 1876
- S. pulchella Grossbeck, 1909
- S. pulmonaria (Grote, 1881)
- S. purpuraria Barnes & McDunnough, 1913
- S. regula Rindge, 1968
- S. separataria (Grote, 1883)
- S. serica Rindge, 1968
- S. vernalella McDunnough, 1940
- S. vernata Barnes & McDunnough, 1916